# فرودگاه تیندیناگا (موهاک)
فرودگاه تیندیناگا (موهاک) (به انگلیسی: Tyendinaga (Mohawk) Airport) یک فرودگاه همگانی است که یک باند فرود آسفالت دارد و طول باند آن ۱۳۰۱ متر است. این فرودگاه در کشور کانادا قرار دارد و در ارتفاع ۷۹ متری از سطح دریا واقع شده است.